# Wolfgang Wiedermann
Wolfgang Wiedermann OCist (* 31. Dezember 1940 in Zistersdorf als Peter Wiedermann) ist ein österreichischer Ordenspriester. Er war von 1996 bis 2016 Abt des Zisterzienserstiftes Zwettl.

## Leben

### Ausbildung und Ordensleben
Wolfgang Wiedermann wurde am 31. Dezember 1940 in der niederösterreichischen Gemeinde Zistersdorf geboren und in weiterer Folge auf den Namen Peter getauft. Seine Schulbildung schloss er im Jahre 1959 mit der Matura am Stiftsgymnasium Seitenstetten ab und trat daraufhin in das Stift Zwettl im Waldviertel ein, wo er am 7. September 1959 eingekleidet wurde und den Ordensnamen Wolfgang erhielt. Nach seiner Profess am 8. September 1960 studierte Wiedermann Theologie am Institutum Theologicum in Heiligenkreuz. Am 20. April 1965 erfolgte unter Bischof Franz Žak Wiedermanns Priesterweihe in der Stiftskirche Zwettl. Daraufhin wirkte er zehn Jahre lang als Kaplan und Pfarrer im Stift Neukloster in Wiener Neustadt und kam Mitte der 1970er Jahre nach Zwettl zurück, wo er Prior und Leiter des Bildungshauses wurde. Seit 1977 ist er Kaplan und seit 1993 Pfarrer in der Stiftspfarre Windigsteig.

### Wirken als Abt
Nach der Resignation Paulus Winkelbauers als Abt von Zwettl im März 1996, wurde Wiedermann am 6. Mai 1996 als Nachfolger zum 68. Abt des Zisterzienserstiftes gewählt und am 2. Juni 1996 benediziert. Des Weiteren wurde das Mitglied des Priesterrates der Diözese St. Pölten auf dem 19. Ordentlichen Kongregationskapitel der Österreichischen Zisterzienserkongregation am 12. Juni 2007 im Stift Rein zum Abtpräses gewählt. In dieser Funktion wurde er daraufhin am 20. Juni 2014 beim Kongregationskapitel im Stift Lilienfeld wiedergewählt. Bereits 2011 wurde Wiedermann – obwohl er die Altersgrenze von 70 Jahren erreicht hatte – für weitere fünf Jahre als Abt von Zwettl bestätigt.
In den ersten zehn Jahren als Abt von Zwettl bemühte sich Wiedermann um die Neustrukturierung der Wirtschaft, sowie um die Seelsorge und den Zusammenhalt des Konventes. Weiters wurde unter seiner Führung im Jahre 2006 mit der Generalsanierung des Stiftes, dabei vor allem der Abteikirche, begonnen. Dies waren zugleich die umfassendsten Sanierungsmaßnahmen seit der Barockisierung des Stiftes im 18. Jahrhundert. Die Arbeiten an der Stiftskirche und der anderen Gebäude des Komplexes schlugen mit rund 13 Millionen Euro zu Buche. Die Restaurierungs- und Revitalisierungsarbeiten wurden 2014 abgeschlossen; die Kirche selbst war nach vier Jahren anlässlich des 875. Jubiläums des Stiftes im September 2013 wiedereröffnet worden. Das Pontifikalhochamt fand am 15. September 2013 statt. Zu den größeren Projekten bei der Restaurierung zählen unter anderem die Revitalisierung der Orangerien und Gärten, die Sanierung der leerstehenden Stiftsgebäude, die teilweise zu Wohnungen umgebaut wurden oder die Unterbringung eines Jugendsozialprojektes in den renovierten Fischereihäusern. Parkplätze wurde ebenfalls modernisiert. Die Bibliothek wurde für Besucher geöffnet.
Am 20. September 2014 wurde Wolfgang Wiedermann gemeinsam mit Christian Haidinger, dem Abt des Benediktinerstiftes Altenburg, mit dem Goldenen Komturkreuz des Ehrenzeichens für Verdienste um das Bundesland Niederösterreich ausgezeichnet. Zu seinen weiteren Ehrungen zählen die Ernennung zum Ehrenbürger von Yspertal im Jahre 2007 und zum Ehrenbürger von Windigsteig im Jahre 2010.

### Resignation und Pfarrseelsorge
Zum 30. Mai 2016 resignierte der mittlerweile 75-Jährige als Abt von Zwettl; gleichzeitig legte er auch sein Amt als Abtpräses der Österreichischen Zisterzienserkongregation nieder. Sein Nachfolger wurde vorerst Albert Filzwieser, der für ein Jahr als Administrator des Stiftes ernannt worden war, ehe der aus Polen stammende Johannes Szypulski Ende Mai 2017 die Nachfolge Wiedermanns antrat, als er zum 69. Abt des Stiftes gewählt und Ende August 2017 offiziell in sein Amt eingeführt wurde. 2023 war der emeritierte Abt, der unter anderem den bischöflichen Ehrentitel Konsistorialrat trägt, immer noch als Pfarrer in Windigsteig tätig.

## Auszeichnungen (Auswahl)
- 2007: Ernennung zum Ehrenbürger von Yspertal[7]
- 2010: Ernennung zum Ehrenbürger von Windigsteig[8]
- 2014: Goldenes Komturkreuz des Ehrenzeichens für Verdienste um das Bundesland Niederösterreich[6]